# FIS Worldloppet Cup 2019
Sezon 2019 FIS Worldloppet Cup rozpoczął się 4 stycznia 2019 roku maratonem Vasaloppet China w chińskim Changchun, a zakończył się 6 kwietnia tego samego roku w rosyjskim Chanty-Mansyjsku maratonem Ugra Ski Marathon. Sezon składał się z 7 startów.
W poprzednim sezonie tego cyklu najlepszą wśród kobiet była Francuzka Aurélie Dabudyk, a wśród mężczyzn był to Francuz Ivan Perrillat Boiteux. W tym sezonie najlepsza okazała się Szwedka Maria Gräfnings oraz Francuz Damien Tarantola.

## Kalendarz i wyniki

### Kobiety
| Lp. | Data             | Miejsce - Nazwa biegu               | Dystans             | 1. miejsce         | 2. miejsce             | 3. miejsce              |
| --- | ---------------- | ----------------------------------- | ------------------- | ------------------ | ---------------------- | ----------------------- |
| 1.  | 4 stycznia 2019  | Changchun – Vasaloppet China        | 50 km s. klasycznym | Maria Gräfnings    | Chi Chunxue            | Ma Qinghua              |
| 2.  | 20 stycznia 2019 | Obertilliach – Dolomitenlauf        | 42 km s. dowolnym   | Maria Gräfnings    | Tatjana Mannima        | Anna Roswitha Seebacher |
| 3.  | 3 lutego 2019    | Oberammergau – König-Ludwig-Lauf    | 50 km s. klasycznym | Lina Korsgren      | Maria Gräfnings        | Tatjana Mannima         |
| 4.  | 10 lutego 2019   | Lamoura-Mouthe – Transjurassienne   | 68 km s. dowolnym   | Anouk Faivre-Picon | Celine Chopard Lallier | Alicia Choron           |
| 5.  | 17 lutego 2019   | Otepää-Elva – Tartu Maraton         | 63 km s. klasycznym | Maria Gräfnings    | Tatjana Mannima        | Marie Kromer            |
| 6.  | 24 lutego 2019   | Lahti/ Hollola – Finlandia-hiihto   | 50 km s. dowolnym   | Maria Gräfnings    | Sini Alusniemi         | Klára Moravcová         |
| 7.  | 6 kwietnia 2019  | Chanty-Mansyjsk – Ugra Ski Marathon | 50 km s. dowolnym   | Maria Gräfnings    | Anouk Faivre-Picon     | Klára Moravcová         |

### Mężczyźni
| Lp. | Data             | Miejsce - Nazwa biegu               | Dystans             | 1. miejsce           | 2. miejsce        | 3. miejsce        |
| --- | ---------------- | ----------------------------------- | ------------------- | -------------------- | ----------------- | ----------------- |
| 1.  | 4 stycznia 2019  | Changchun – Vasaloppet China        | 50 km s. klasycznym | Wang Qiang           | Lin Bio           | Bastien Poirrier  |
| 2.  | 20 stycznia 2019 | Obertilliach – Dolomitenlauf        | 42 km s. dowolnym   | Toni Livers          | Gérard Agnellet   | Loïc Guigonnet    |
| 3.  | 3 lutego 2019    | Oberammergau – König-Ludwig-Lauf    | 50 km s. klasycznym | Morten Eide Pedersen | Stanislav Řezáč   | Damien Tarantola  |
| 4.  | 10 lutego 2019   | Lamoura-Mouthe – Transjurassienne   | 68 km s. dowolnym   | Robin Duvillard      | Gérard Agnellet   | Benoît Chauvet    |
| 5.  | 17 lutego 2019   | Otepää-Elva – Tartu Maraton         | 63 km s. klasycznym | Niko Koskela         | Damien Tarantola  | Fabio Lechner     |
| 6.  | 24 lutego 2019   | Lahti/ Hollola – Finlandia-hiihto   | 50 km s. dowolnym   | Juho Mikkonen        | Damien Tarantola  | Loïc Guigonnet    |
| 7.  | 6 kwietnia 2019  | Chanty-Mansyjsk – Ugra Ski Marathon | 50 km s. dowolnym   | Jewgienij Dementiew  | Raul Szakirzianow | Aleksander Legkow |

## Klasyfikacje
| Lp. | Zawodniczka            | Punkty |
| --- | ---------------------- | ------ |
| 1.  | Maria Gräfnings        | 580    |
| 2.  | Tatjana Mannima        | 334    |
| 3.  | Klára Moravcová        | 260    |
| 4.  | Anouk Faivre-Picon     | 180    |
| 5.  | Nicole Donzallaz       | 112    |
| 6.  | Lina Korsgren          | 100    |
| 7.  | Tatjana Stiffler       | 85     |
| 8.  | Sini Alusniemi         | 80     |
| =   | Chi Chunxue            | 80     |
| =   | Celine Chopard Lallier | 80     |
| =   | Constance Vulliet      | 80     |

| Lp. | Zawodnik               | Punkty |
| --- | ---------------------- | ------ |
| 1.  | Damien Tarantola       | 336    |
| 2.  | Gerard Agnellet        | 309    |
| 3.  | Loic Guigonnet         | 286    |
| 4.  | Bastien Poirrier       | 242    |
| 5.  | Benoît Chauvet         | 208    |
| 6.  | Adrien Mougel          | 183    |
| 7.  | Petter Soleng Skinstad | 159    |
| 8.  | Thomas Chambellant     | 115    |
| 9.  | Jewgienij Dementiew    | 100    |
| =   | Robin Duvillard        | 100    |
| =   | Niko Koskela           | 100    |
| =   | Toni Livers            | 100    |
| =   | Juho Mikkonen          | 100    |
| =   | Morten Eide Pedersen   | 100    |
| =   | Wang Qiang             | 100    |